# Monchel-sur-Canche
Monchel-sur-Canche ist eine französische Gemeinde mit 73 Einwohnern (Stand 1. Januar 2022) im Arrondissement Arras des Départements Pas-de-Calais. Sie liegt an der Canche, im Kanton Saint-Pol-sur-Ternoise und ist Mitglied des Kommunalverbandes Ternois.
|                   | Blangerval-Blangermont | Flers              |
| Conchy-sur-Canche | Kompass                |                    |
|                   |                        | Boubers-sur-Canche |

## Sehenswürdigkeiten

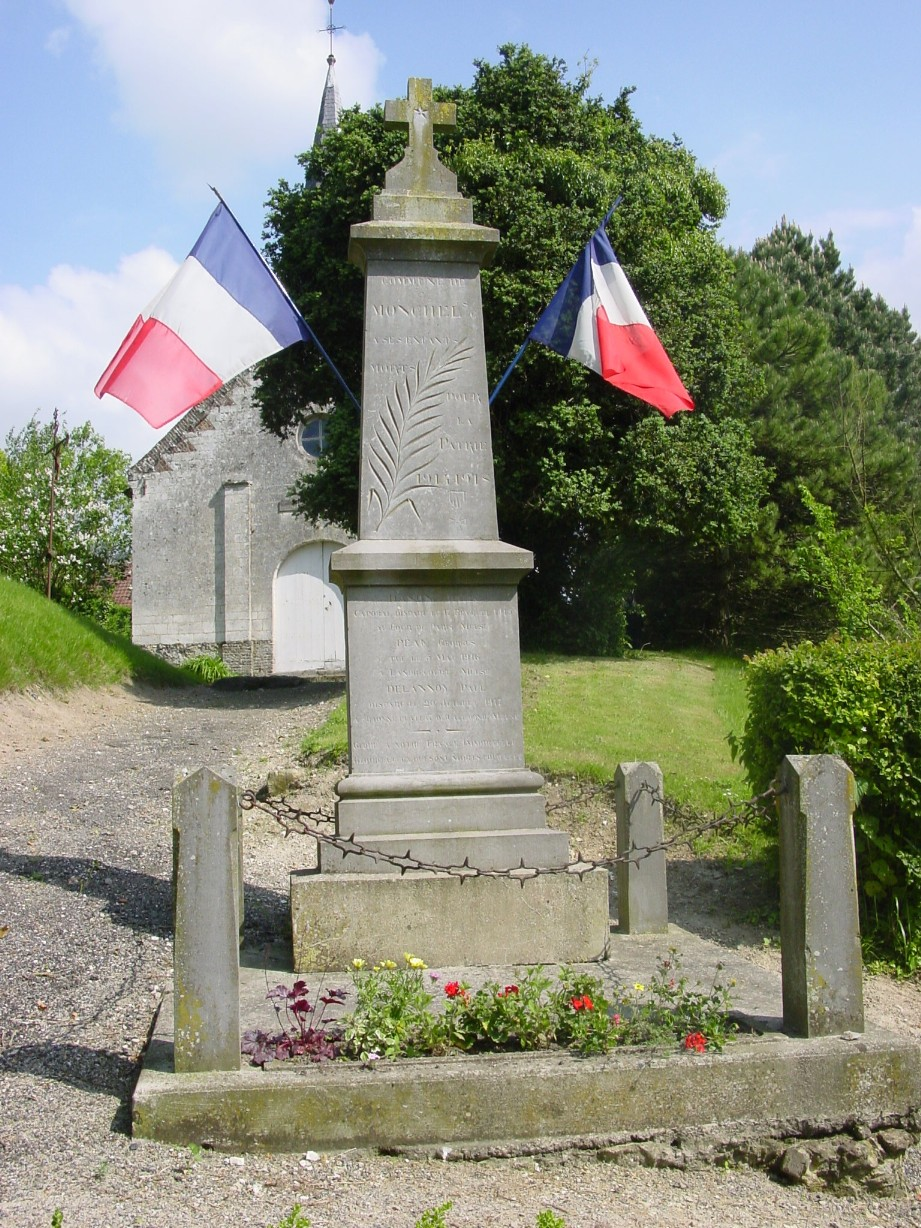
Kriegerdenkmal
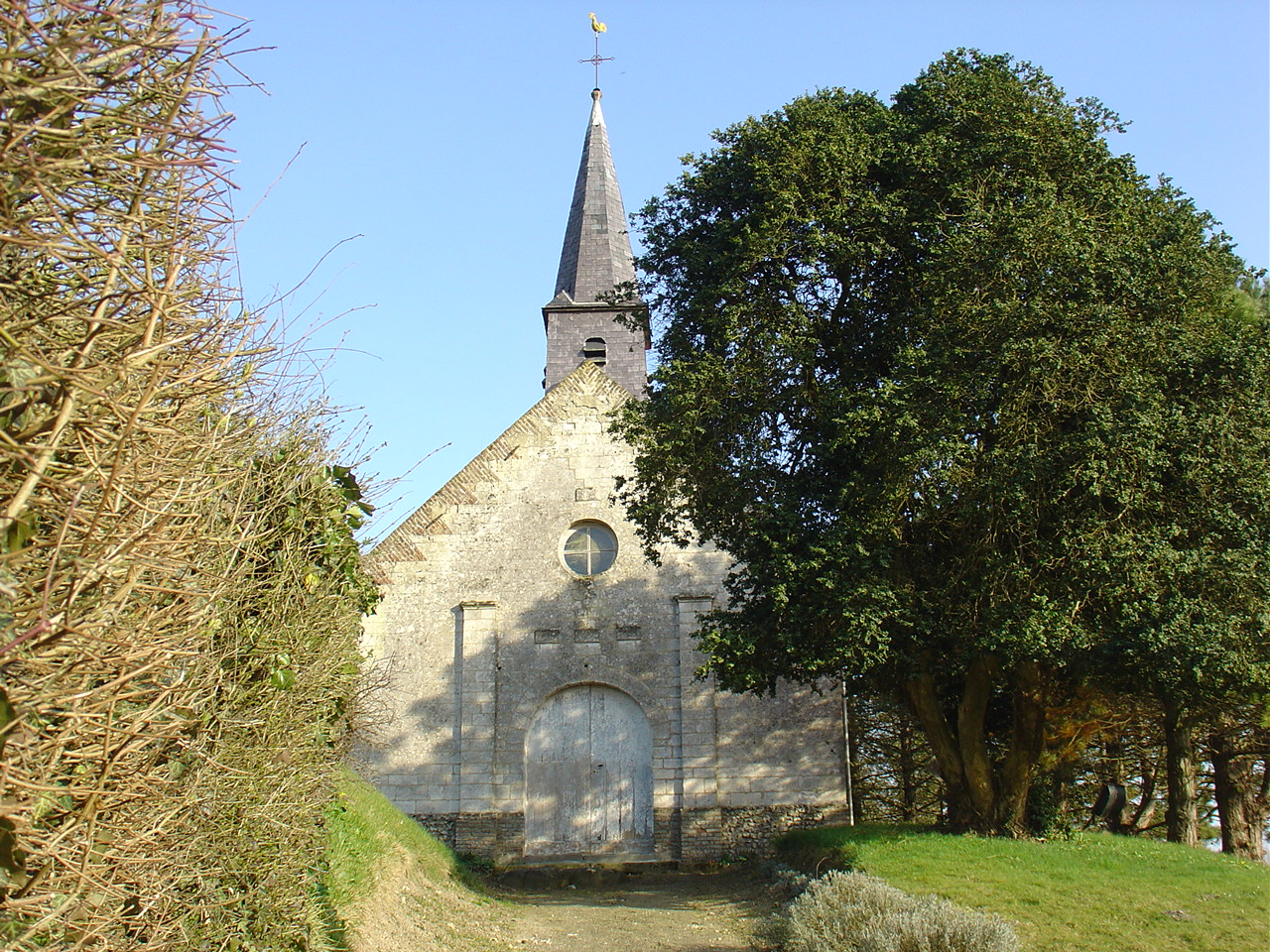
Kirche Saints-Juste-Arthème-et-Honesta